# The Wire (2.ª temporada)
A segunda temporada de The Wire foi ao ar pela primeira vez nos Estados Unidos em 2003, de 1 de junho a 24 de agosto. Ela apresenta os estivadores do porto de Baltimore, uma operação internacional do crime organizado liderada por uma figura conhecida apenas como "O Grego" e continua a história com a equipe de traficantes de Barksdale e o Departamento de Polícia de Baltimore que apareceu na primeira temporada. Enquanto continua os temas centrais da série sobre instituições disfuncionais e os efeitos sociais do comércio de drogas, a segunda temporada também explora o declínio da classe trabalhadora americana e as dificuldades que seus membros enfrentam durante a transição de uma sociedade industrial para uma pós-industrial.

## Sumário
A segunda temporada continuou a narrar as operações policiais e os envolvidos com a organização de tráfico de drogas de Barksdale. O elenco incluiu Dominic West como oficial Jimmy McNulty, Lance Reddick, que reprisou seu papel como tenente Cedric Daniels, que foi afastado por causa de sua colocação de caso ao longo da carreira, mas usou sua perspicácia política para recuperar algum status. Sonja Sohn interpretou Kima Greggs, que havia se transferido para um emprego administrativo, mas não resistiu à tentação de um bom caso. Deirdre Lovejoy continuou como advogada assistente do estado, Rhonda Pearlman.
Wood Harris e Larry Gilliard, Jr. reprisaram seus papéis como traficantes de drogas recém-encarcerados Avon e D'Angelo Barksdale. O personagem de Idris Elba, Stringer Bell, assumiu as operações da Organização Barksdale. Andre Royo voltou como Bubbles, que continuou a se entregar ao vício em drogas e a atuar como um informante ocasional.
A polícia era supervisionada por dois comandantes que se preocupam com a política e a promoção de suas próprias carreiras: o coronel William Rawls (John Doman) e o comissário interino Ervin Burrell (Frankie Faison). Wendell Pierce interpretou o detetive de homicídios Bunk Moreland, que se envolveu mais com o caso central. O ator convidado anteriormente Clarke Peters juntou-se ao elenco principal e seu personagem, o detetive veterano Lester Freamon, juntou-se à unidade de homicídios como o novo parceiro de Moreland.
A nova temporada também apresentou mais um grupo de personagens trabalhando na área portuária de Baltimore, incluindo Spiros "Vondas" Vondopoulos (Paul Ben-Victor), Beadie Russell (Amy Ryan), e Frank Sobotka (Chris Bauer). Vondas era o subchefe de uma operação global de contrabando, Russell uma oficial inexperiente da autoridade portuária e mãe solteira atirada no fundo de uma investigação de múltiplo homicídio, e Sobotka um líder sindical que se voltou para o crime para levantar fundos para salvar seu sindicato.
Também fizeram parte os personagens recorrentes Nick Sobotka (Pablo Schreiber), sobrinho de Frank; Ziggy Sobotka (James Ransone), filho problemático de Frank; e "O Grego" (Bill Raymond), o misterioso chefe de Vondas.
As estrelas convidadas que retornaram incluíram: Jim True-Frost como o detetive Roland "Prez" Pryzbylewski; Seth Gilliam como recém-promovido Sargento Ellis Carver; Domenick Lombardozzi como o detetive errante Thomas "Herc" Hauk; JD Williams como o chefe da equipe de Barksdale, Bodie Broadus; e Michael K. Williams como o renomado assaltante Omar Little.

## Elenco principal
- Dominic West como Jimmy McNulty (12 episódios)
- Chris Bauer como Frank Sobotka (12 episódios)
- Paul Ben-Victor como Spiros Vondas (10 episódios)
- John Doman como William Rawls (8 episódios)
- Idris Elba como Russell "Stringer" Bell (11 episódios)
- Frankie Faison como Ervin Burrell (5 episódios)
- Lawrence Gilliard Jr. como D'Angelo Barksdale (5 episódios)
- Wood Harris como Avon Barksdale (8 episódios)
- Deirdre Lovejoy como Rhonda Pearlman (7 episódios)
- Clarke Peters como Lester Freamon (11 episódios)
- Wendell Pierce como Bunk Moreland (12 episódios)
- Lance Reddick como Cedric Daniels (12 episódios)
- Andre Royo como Reginald "Bubbles" Cousins (4 episódios)
- Amy Ryan como Beadie Russell (12 episódios)
- Sonja Sohn como Kima Greggs (10 episódios)

## Episódios
| N.º na série | N.º na temp. | Título              | Dirigido por         | Escrito por                    | Exibição original    | Audiência (milhões) |
| ------------ | ------------ | ------------------- | -------------------- | ------------------------------ | -------------------- | ------------------- |
| 14           | 1            | "Ebb Tide"          | Ed Bianchi           | David Simon & Ed Burns         | 1 de junho de 2003   | 4,43                |
| 15           | 2            | "Collateral Damage" | Ed Bianchi           | David Simon & Ed Burns         | 8 de junho de 2003   | 3,50                |
| 16           | 3            | "Hot Shots"         | Elodie Keene         | David Simon & Ed Burns         | 15 de junho de 2003  | 2,65                |
| 17           | 4            | "Hard Cases"        | Elodie Keene         | David Simon & Joy Lusco        | 22 de junho de 2003  | 4,33                |
| 18           | 5            | "Undertow"          | Steve Shill          | David Simon & Ed Burns         | 29 de junho de 2003  | 3.62                |
| 19           | 6            | "All Prologue"      | Steve Shill          | David Simon & Ed Burns         | 6 de julho de 2003   | 4.11                |
| 20           | 7            | "Backwash"          | Thomas J. Wright     | David Simon & Rafael Alvarez   | 13 de julho de 2003  | ASD                 |
| 21           | 8            | "Duck and Cover"    | Dan Attias           | David Simon & George Pelecanos | 27 de julho de 2003  | 3.64                |
| 22           | 9            | "Stray Rounds"      | Tim Van Patten       | David Simon & Ed Burns         | 3 de agosto de 2003  | 3,04                |
| 23           | 10           | "Storm Warnings"    | Rob Bailey           | David Simon & Ed Burns         | 10 de agosto de 2003 | 3,51                |
| 24           | 11           | "Bad Dreams"        | Ernest Dickerson     | David Simon & George Pelecanos | 17 de agosto de 2003 | 3.70                |
| 25           | 12           | "Port in a Storm"   | Robert F. Colesberry | David Simon & Ed Burns         | 24 de agosto de 2003 | 4.48                |

## Recepção
No Metacritic, a segunda temporada alcançou uma pontuação agregada de 95/100, indicando aclamação universal. No Rotten Tomatoes, a temporada tem um índice de aprovação de 95% com pontuação média de 8.8/10 com base em 21 avaliações. O consenso crítico do site diz: "Uma introdução ambiciosa a uma nova rede de personagens permite que The Wire expanda seu foco nos males sociais."